# Quận Cambria, Pennsylvania

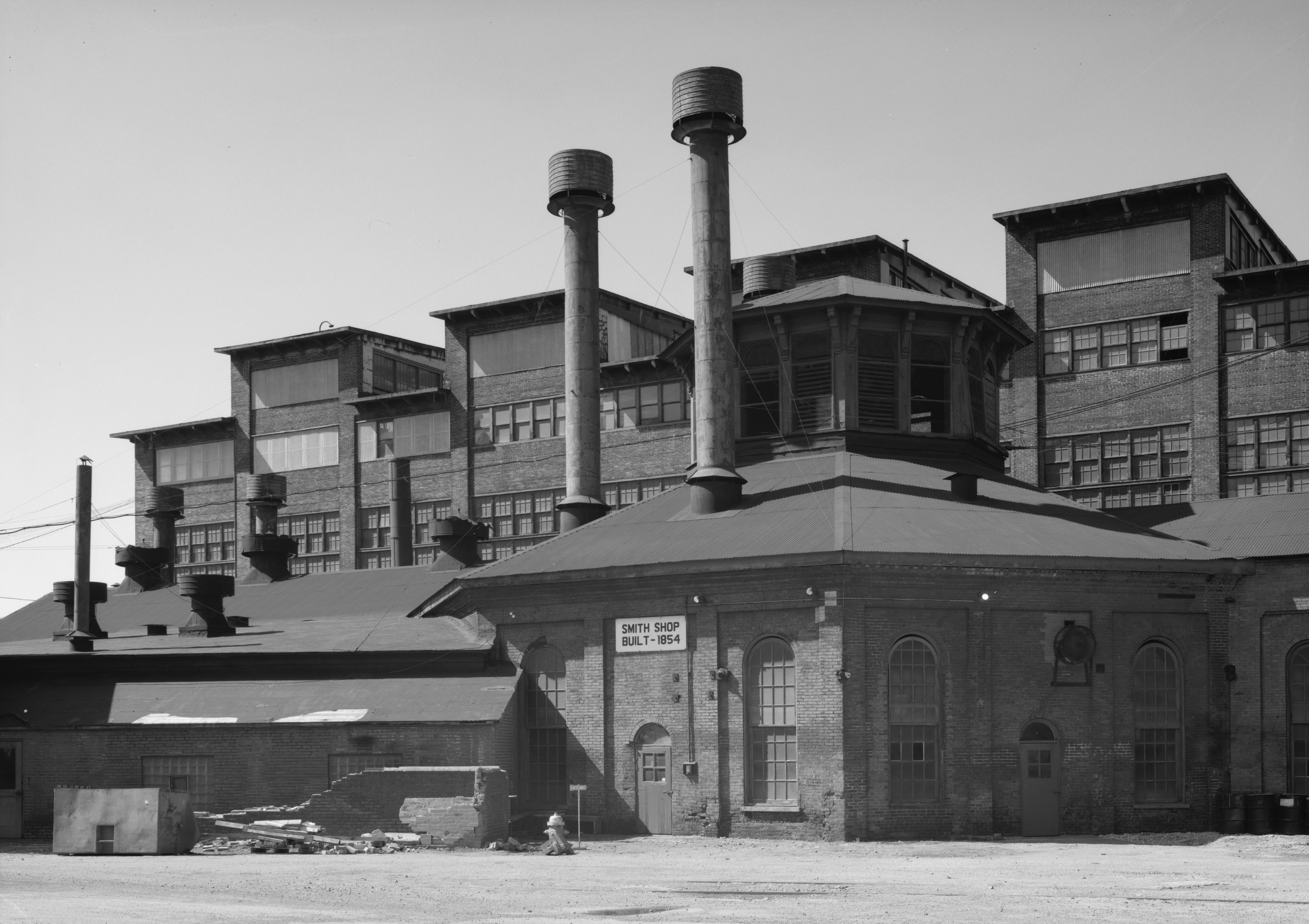
Cambria Iron Company, Johnstown, 1987

Quận Cambria là một quận trong tiểu bang Pennsylvania, Hoa Kỳ. Quận lỵ đóng ở Ebensburg.. Theo điều tra dân số năm 2010 của Cục điều tra dân số Hoa Kỳ, quận có dân số 143.679 người.
Quận được lập ngày 26/3/1804, từ các khu vực của các quận Bedford, Huntingdon, và Somerset và sau này tổ chức lại năm 1807. It was named for the nation of Wales.

## Địa lý
Theo Cục điều tra dân số Hoa Kỳ, quận có diện tích 1797 km², trong đó có 14 km2 là diện tích mặt nước.